# Halichoeres nicholsi
Halichoeres nicholsi (Jordan & Gilbert, 1882) è un pesce di mare appartenente alla famiglia Labridae.

## Distribuzione e habitat
Proviene dalle barriere coralline dell'oceano Pacifico, in particolare da Galápagos, Isole Revillagigedo e lungo la costa dell'America che si estende tra Nicaragua, Panama e il golfo di California. Nuota fino a 53 m di profondità anche se di solito non si spinge oltre i 27.

## Descrizione
Presenta un corpo abbastanza allungato, anche se risulta più tozzo di altre specie del suo genere; la testa è piccola rispetto al resto del corpo. La lunghezza massima registrata è di 38 cm, anche se di solito non supera i 20. La pinna caudale ha il margine dritto, le pinne negli adulti sono striate e macchiate di azzurro e rossastro.
La colorazione varia nel corso della vita del pesce: gli esemplari giovanili sono decisamente più pallidi degli adulti, e la loro colorazione è composta da macchie nere irregolari, presenti anche sulle pinne. Negli adulti il colore prevalente è il verde grigiastro, più scuro sul dorso, mentre sul ventre tende al biancastro. Presentano una macchia gialla, non particolarmente ampia ma evidente, a circa metà del corpo, subito davanti a una fascia nera verticale.

## Biologia

### Comportamento
Gli esemplari giovanili, a differenza degli adulti, nuotano in gruppi anche con altri labridi tipici delle zone con fondali sabbiosi, dove si sotterrano se spaventati o per dormire. Anche se prediligono i substrati molli, questi labridi possono essere trovati anche in zone con fondali rocciosi nei pressi delle barriere coralline.

### Alimentazione
Questa specie è carnivora e la sua dieta è composta sia di pesci più piccoli che da invertebrati marini come granchi, molluschi (gasteropodi e bivalvi), vermi ed echinodermi.

## Conservazione
Questa specie viene classificata come "a rischio minimo" (LC) dalla lista rossa IUCN perché è diffusa in diverse aree protette e non sembra essere minacciata da particolari pericoli.